# Solidônio Leite
Solidônio Attico Leite (Vila Bela, Serra Talhada, 30 de janeiro de 1867 – Rio de Janeiro, 1930) foi um advogado, filólogo e intelectual brasileiro, patrono de uma cadeira da Academia Brasileira de Filologia e da cadeira 27 da Academia Serratalhadense de Letras. Foi um dos pais do Código Civil Brasileiro de 1916. No campo literário a sua maior contribuição foi a publicação da obra Clássicos Esquecidos.

## Biografia
Solidônio Leite foi filho de Antônio Áttico de Sousa Leite, o autor do primeiro livro (relatório) escrito sobre a Hecatombe da Pedra do Reino. Nascido em Serra Talhada, Pernambuco, viveu boa parte de sua adolescência num orfanato, onde aprendeu o ofício de ferreiro.
Frequentou a Faculdade de Direito do Recife, onde se destacou, formando-se em Direito e iniciando uma carreira na advocacia.
Publicou o seu primeiro livro quando terminava o curso superior, iniciando um percurso de escritos prolífico que publicou sobre temas tão diversos como o petróleo no Brasil, o descobrimento do Brasil antes de 1500 e sobre literatura.
Na sua profissão foi um respeitado advogado, especialmente na área de Direito Comercial. Foi consultor do processo de elaboração do Código Civil Brasileiro de 1916, colaborando com Clóvis Beviláqua, de quem fora aluno e era amigo. Foi pioneiro no Brasil na defesa de uma maior participação das mulheres na sociedade.
Exerceu as funções de Presidente da Caixa Econômica Federal.
Foi também político, mas não conseguiu ser eleito. O Presidente da República, Washington Luís, nomeou-o consultor-geral da República, cargo que exerceu, com excelentes pareceres, até falecer.
Foi considerado um dos homens mais cultos da sua época, exercendo cargos executivos importantes, membro das principais sociedades intelectuais de seu tempo, no Brasil e no exterior.
Solidônio Leite morreu no Rio de Janeiro, no ano de 1930, nos deixando como legado uma vasta obra literária.

## Obras publicadas
- Tempos acadêmicos (1892)
- A autoria da arte de furtar (1917)
- O Dr. Antonio de Sousa de Macedo (1917)
- Erros imperdoáveis (1920)
- A língua portuguesa no Brasil (1922)
- Notas e contribuições de um bibliófilo (1925)
- Clássicos Esquecidos